# Chironomus sokolovae
Chironomus sokolovae är en tvåvingeart som beskrevs av Istomina, Siirin, Polukonova och Kiknadze 2000. Chironomus sokolovae ingår i släktet Chironomus och familjen fjädermyggor. Inga underarter finns listade i Catalogue of Life.